# Valeriy Khorochkovsky
Valeriy Ivanovych Khoroshkovsky (en ukrainien : Валерій Іванович Хорошковський), né le 1er janvier 1969 à Kiev (RSS d'Ukraine, URSS), est un homme d'État et financier ukrainien.

## Biographie
Il est né d'un père ingénieur et d'une mère docteur en pédagogie. Diplômé, en 1993 de l'Université nationale Taras-Chevtchenko de Kiev et professeur à l'Université nationale du service fiscal d'État, (école du ministère des finances) en 2004 et 2005.
Le 12 août 2011 il est conseillé d’État du service  des douanes et reçoit le grade de général, il a avait servi de 1987 à 1989 dans l'armée soviétique. De décembre 2007 à janvier 2009 il fut chef du service national des douanes et après chef du centre anti-terroriste du Service de sécurité d'Ukraine.

## Mandats
De mars 1998 à avril 2002 il fut élu député de la 9e circonscription de Crimée. Il fut ministre du Gouvernement Ianoukovytch I puis du Gouvernement Azarov I.